# جيمس مونرو سميث
جيمس مونرو سميث (بالإنجليزية: James Monroe Smith)‏ هو سياسي أمريكي، ولد في 1839، وتوفي في 1915. انتخب عضو مجلس نواب جورجيا.